# Reakcja Wittiga
Reakcja Wittiga – reakcja chemiczna polegająca na sprzęganiu grupy karbonylowej aldehydów lub ketonów z ylidami fosforowymi, które zazwyczaj generuje się w trakcie samej reakcji z odpowiednich soli fosfoniowych. Produkty tej reakcji to alkeny (lub jego pochodna) oraz tlenek fosfiny. 
Reakcja ta została odkryta przez niemieckiego chemika Georga Wittiga w 1954 roku i bardzo szybko znalazła ona zastosowanie w syntezie organicznej. Wittig otrzymał za swoje odkrycie Nagrodę Nobla z chemii w 1979 roku. 

Reakcja Wittiga: z ketonu lub aldehydu oraz ylidu powstaje alken i tlenek trifenylofosfiny

Ogólny schemat przebiegu reakcji:
gdzie R1–R4 - dowolne grupy węglowodorowe
Podstawową zaletą tej reakcji jest możliwość otrzymania podwójnego wiązania węgiel-węgiel w niemal dowolnie wybranym miejscu cząsteczki. Proces ten charakteryzuje się znaczącą stereospecyficznością, głównymi produktami są alkeny o konfiguracji Z (cis). Po zastosowaniu odpowiednich modyfikacji możliwa jest jednak synteza E-alkenów.

## Mechanizm reakcji

### Mechanizm klasyczny
Zawada steryczna występująca na ylidzie 1 ma wpływ na stereochemię addycji nukleofilowej prowadząc do powstania betainy 3. Następnie rotacja wokół wiązania węgiel-węgiel prowadzi do powstania betainy 4, która ulega przekształceniu do oksafosfetanu 5. Zachodząca w kolejnym etapie eliminacja skutkuje powstaniem Z-alkenu 7 oraz tlenku trifenylofosfiny 6. Z prostymi odczynnikami Wittiga pierwszy etap reakcji zachodzi łatwo, niezależnie czy substratami są ketony czy aldehydy, a etapem determinującym szybkość reakcji chemicznej jest rozpad betainy. W przypadku ylidów, których negatywny ładunek jest stabilizowany przez podstawnik alifatyczny, najwolniejszym etapem jest addycja ylidu do grupy karbonylowej. W tym przypadku całkowita szybkość reakcji jest niższa i obserwuje się formowanie większych ilości E-alkenów. Stabilizowane ylidy nie reagują z ketonami posiadającymi dużą zawadę przestrzenną.

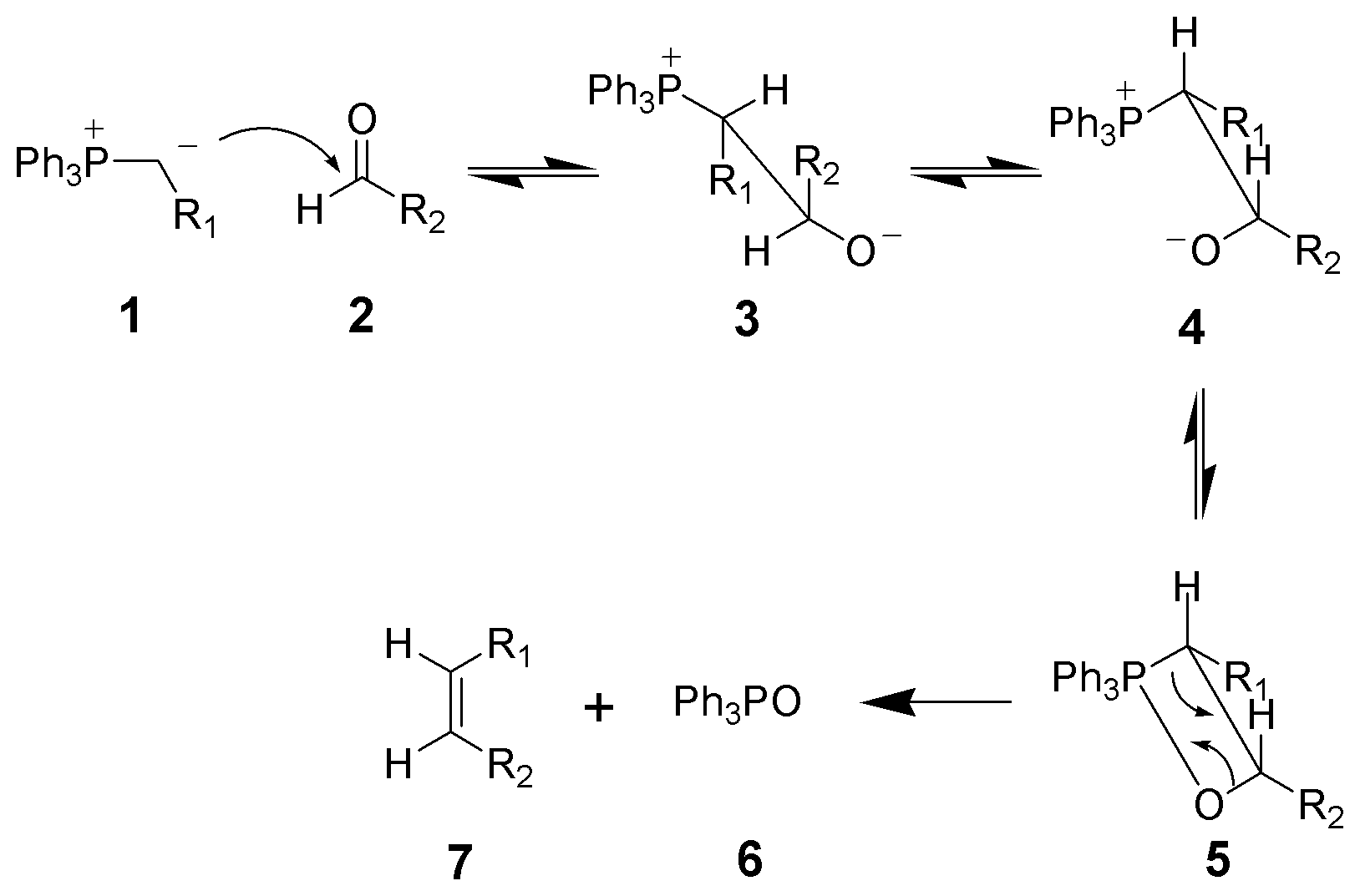
Klasyczny mechanizm reakcji Wittiga

### Nowe odkrycia
Współczesne badania wskazują, że opisany powyżej klasyczny mechanizm nie jest do końca zgodny z wynikami doświadczalnymi. Najwięcej badań przeprowadzono na niestabilizowanych ylidach, a główną techniką badawczą była spektroskopia NMR. Istnienie równowagi pomiędzy formami 3a i 3b nie zostało nadal potwierdzone i jest przedmiotem aktualnie prowadzonych badań. Istnieją poszlaki wskazujące, że ylid 1 reaguje ze związkiem karbonylowym 2 poprzez cykloaddycję π²s/π²a [2+2], tworząc bezpośrednio oksafosfetany 4a i 4b. Stereochemia reakcji jest zdeterminowana przez dołączenie się ylidu do grupy karbonylowej oraz zdolności związków pośrednich do równowagowania, co świadczy o tym, że reakcja jest kontrolowana termodynamicznie.

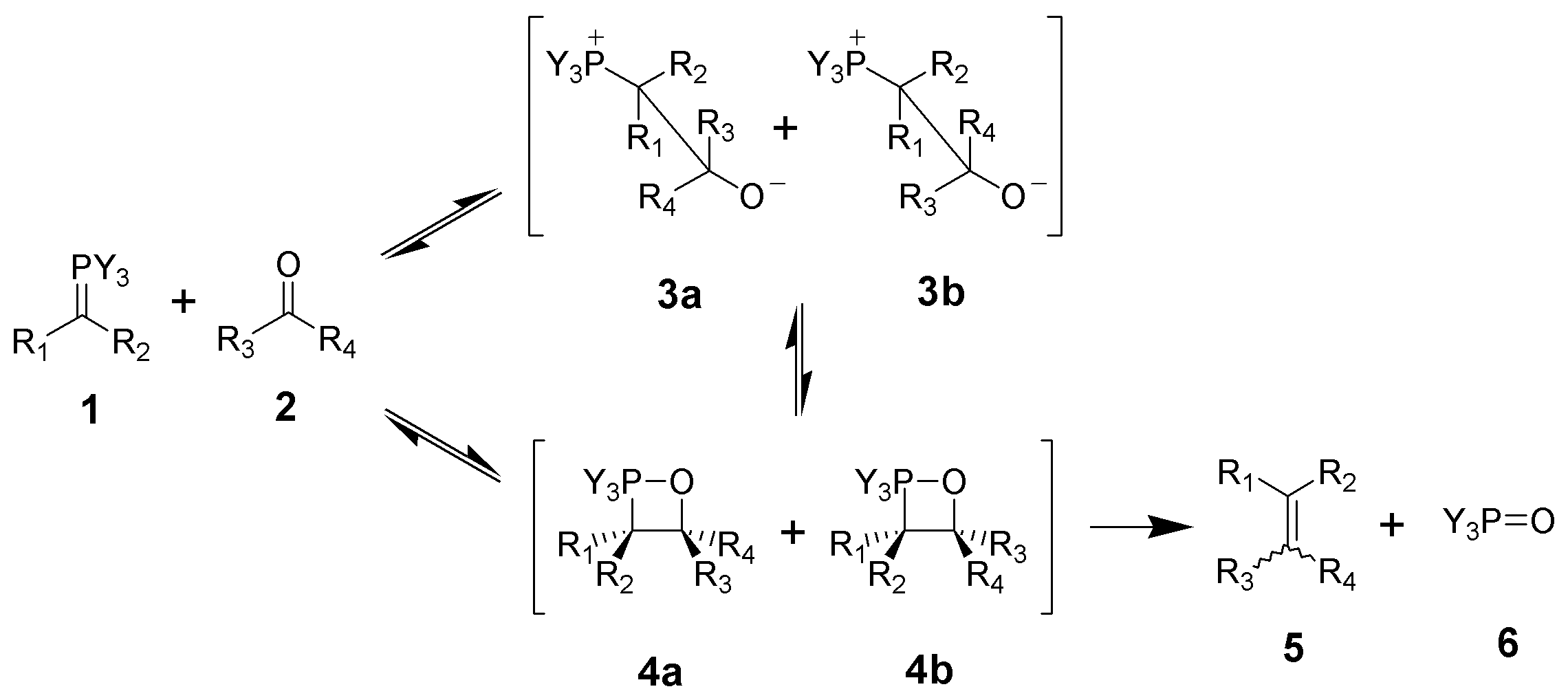
Obecnie zakładany mechanizm reakcji

Ponadto istnieją różnice w mechanizmie dla aldehydów aromatycznych i alifatycznych oraz ylidów o różnych łańcuchach węglowych. Uważa się, że w niektórych przypadkach, gdy w środowisku reakcji nie są obecne sole litu proces jest kontrolowany kinetycznie.

## Zastosowania i ograniczenia
Dzięki swojej uniwersalności, reakcja Wittiga znalazła szerokie zastosowanie w chemii organicznej. 
W odróżnieniu od większości reakcji eliminacji, reakcja ta nie prowadzi do powstania mieszaniny izomerycznych produktów, co znacząco zwiększa całkowitą wydajność prowadzonej syntezy.
Do reakcji można wykorzystać aldehydy i ketony o rozmaitym szkielecie węglowym. Ponadto w związkach tych mogą być obecne inne grupy funkcyjne, takie jak grupa hydroksylowa, nitrowa lub estrowa. Jedynym ograniczeniem jest wolny przebieg i niska wydajność reakcji, gdy jako substrat wykorzystuje się ketony z dużą zawadą steryczną. 
Odczynniki Wittiga zazwyczaj otrzymywane są z pierwszorzędowych halogenków alkili, dla halogenków drugorzędowych wydajność procesu jest znacznie niższa. Mogą one natomiast zawierać wiązania podwójne, układy aromatyczne, wiązania eterowe oraz grupy estrowe. Obecność grupy karbonylowej lub nitrylowej skoniungowanej z ylidem prowadzi do jego stabilizacji.